# 波帕斯纳市镇
波帕斯纳市级市镇（烏克蘭語：Попаснянська міська громада）是乌克兰卢汉斯克州北顿涅茨克区的市镇，行政中心为波帕斯納。市镇面积为486.6平方公里，2020年人口数量为25,180人。

## 居民点
该市镇包括一个城市（波帕斯納）、6个镇和6个村庄。
- 部分镇：弗魯比夫卡、科梅舒瓦哈、米科拉伊夫卡
- 部分村庄：維斯克里瓦、維克托里夫卡、新茲瓦尼夫卡、新伊萬尼夫卡、新亞歷山德里夫卡、亞歷山德羅皮利亞、特羅伊茨凱